# Dolnośląskie Zagłębie Węglowe

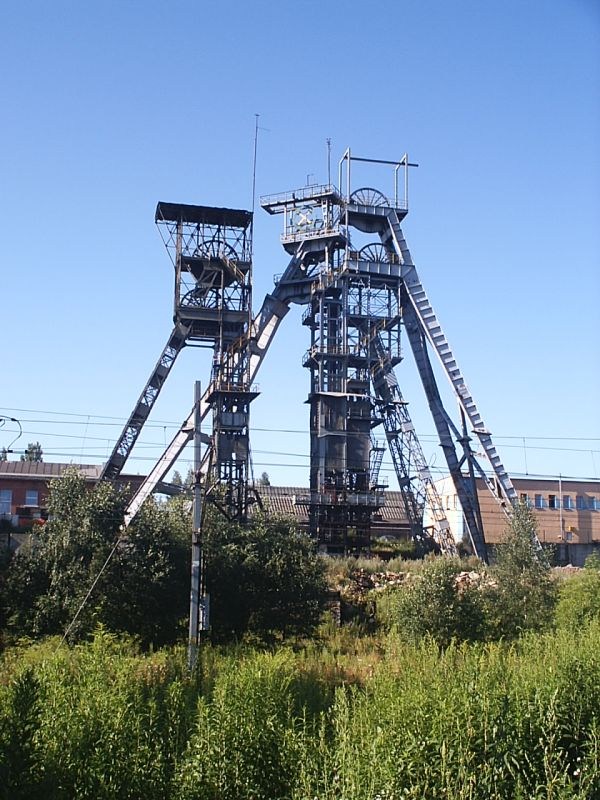
Wieże wyciągowe szybów Chrobry I i II w Wałbrzychu

Dolnośląskie Zagłębie Węglowe (Zagłębie Dolnośląskie, Zagłębie Wałbrzyskie) – zagłębie węgla kamiennego w rejonie Wałbrzycha i Nowej Rudy, o kształcie przypominającym prostokąt, długości około 60 km i szerokości od 25 do 33 km.
Obszar zagłębia obejmuje Sudety w Polsce i Czechach. Część należąca do Polski zajmuje powierzchnię około 530 km². Z uwagi na bardzo trudne warunki eksploatacji, skomplikowaną budowę tektoniczną, zagrożenia wyrzutami gazów i skał oraz związane z tym wysokie koszty pozyskania węgla w Polsce wydobycia zaniechano.

## Zlikwidowane kopalnie
Wałbrzych:
- Kopalnia Węgla Kamiennego Julia
- Kopalnia Węgla Kamiennego Victoria
- Kopalnia Węgla Kamiennego Wałbrzych

Nowa Ruda:
- Kopalnia Węgla Kamiennego Nowa Ruda